# Антонов Ан-28
Ан-28 е лек двумоторен турбовитлов транспортен самолет. (условно наименование на НАТО:  „Cash“). Разработен е на базата на Антонов Ан-14 „Пчьолка“, като с него са реализирани усилията на ОКБ „О. К. Антонов“ да се усъвършенства, модернизира и запълни търговската ниша от такъв лек многоцелев самолет. Първият полет на прототипа е извършен през 1969 г., изпитанията са завършили през 1972 г. и серийно произведения самолет през 1973 г. е с означението Ан-28. Произведени са общо 191 броя. 

## Разработка
Ан-14 е база за развитие поради доказаните при експлоатация добри полетни и експлоатационни характеристики. Преди всичко това е самолет за предназначен да лети на къси разстояния, да лети и при сложни метеорологични условия, некапризно поведение при кацане и излитане от всякакви площадки, при това и от грунтови, евтина и лесна автономна експлоатация. Конструкцията позволява да се оборудва за транспортиране до 20 пътника и до 2000 kg товари, в товарна или санитарна кабина. С малки изменения в санитарен вариант кабината се оборудва с шест носилки, разположени на левия борд, пет седалки за леко болни и места за медицинския персонал.
В Ан-28 е използвана структурата на крилата и конструктивното решение на вертикалния стабилизатор на Ан-14. Новостите в тази конструкция са увеличения размер на фюзелажа, с което е увеличена товарната кабина, смяна на буталните двигатели с вътрешно горене с газотурбинни. През 1975 г. самолетът отново е модернизиран като турбовитловите двигатели ТВД-850С с мощност 604 kW (810 hp) се заменят с ТВД-10Б с мощност 715 kW (960 hp).
Ан-28 е демонстриран през 1979 г. на международната авиационно-космическа изложба в Бурже -Париж и в Испания на втората авиационно-космическа изложба „Космо-86“ през 1986 г.

## Лицензно производство
Към този самолет интерес проявяват полските самолетостроители през 1978 г. През юни същата година полската авиационна промишленост ПЗЛ (Państwowe Zakłady Lotnicze (PZL)) закупува лиценза за производство, като разпределя производството между ПЗЛ „Миелец“ (крила и общ монтаж), ПЗЛ „Кроско“ (фюзелаж, колесник и оперение) и ПЗЛ „Ржежов“ (двигатели ТВД-10). Първият самолет полско производство извършва полет на 22 юли 1984 г.

## Конструкция
Ан-28 е високоплан с разнесени стабилизатори и непребираем колесник и носово колело.
- Крилото на самолета се състои от центроплан и две конзоли с трапецовидна форма. Крилото разполага с ефективна механизация- клапи за излитане и кацане, елерони и спойлери, поради което самолета може да ползва летища с полоса до 580-600 m. Дължината на разбега е 265 m, а пробегът е 175 m.
- Фюзелажът е целометалически с правоъгълно сечение. Пътническата кабина е с дължина 5,26 m, височина 1,70 m широчина 1,66 m. За достъп до кабината на левия борд има врата, а в задната част на тялото има люк с размери 1,4 m на 2,4 m. Кабината е снабдена със система за отопление, индивидуална вентилация и автоматично регулиране температурата на въздуха. Самолетът е снабден с модерна противообледенителна система.
- Устройството за излитане и кацане се състои от неприбираем колесник и носово колело.
- Двата двигателя са турбовитлови, първоначално ТВД-850С след което са подменени с по-мощните ТВД-10Б с мощност 750 квт (960 кс). Използвани са редуктори, които намаляват оборотите на турбината до максимални 1826 об/мин на въздушния винт. Използват се авиационни реверсивни въздушни витла от типа АВ-24АН с диаметър 2,8 m.
- Приборите за полетна навигация включват три вида радиостанции, радиовисотомер, автоматичен радиокомпас, астрокомпас, автопилот, с което е възможно да се лети денем и нощем при прости и сложни метеорологични условия. [1]

## Технически характеристики на Ан-28
| Характеристика          | Показател                               |
| ----------------------- | --------------------------------------- |
| Производител            | ДАР                                     |
| Екипаж                  | 1 – 2                                   |
| Пътници                 | 18 – 20; до 2000 kg товар               |
| Разпереност             | 22,06 m                                 |
| Дължина                 | 12,98 m                                 |
| Височина                | 4,6 m                                   |
| Площ на крилото         | 40,28 m2                                |
| Двигател                | 2 × ТВД-850С или 2 × ТВД-10Б            |
| Мощност                 | 2 × 604 kw / 810 hp 2 × 715 kW / 960 hp |
| Маса празен             | 3500 kg                                 |
| Маса максимална полетна | 6500 kg                                 |
| Скорост максимална      | 350 km/h                                |
| Гориво                  | 1960 l                                  |
| Далечина на полета      | 510 km                                  |
| Таван                   | 6000 m                                  |